# Ernando Sastri

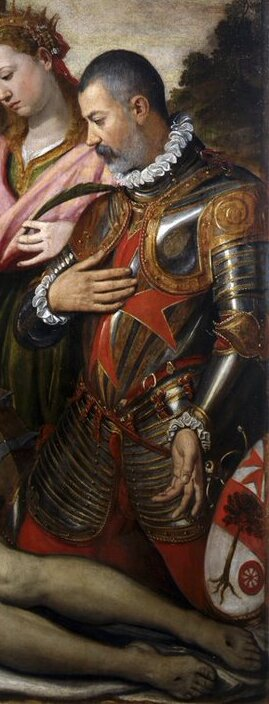
Hernando Sastre, detalle del cuadro de Santo di Tito: Pesar ante Cristo muerto.

Ernando Sastri o Sastro (en español, Hernando Sastre) (-1587) fue un militar y cortesano italiano de origen español al servicio del gran ducado de Toscana.

## Biografía
Se considera que pudo nacer en Tarragona. Fue hijo de Antonio Sastre.
Hacia principios de la década de 1550 era cortesano al servicio de Cosme I de Médici, duque de Florencia, como camariere, es decir miembro de su cámara. Cosme I estaba casado con la española Leonor de Toledo, lo que propició la presencia de españoles en la corte y la ciudad de Florencia.
En 1554 Ernando participó en la guerra italiana de 1551-1559 o Guerra de Siena, en el ejército toscano. En concreto se destacó en la batalla de Marciano (2 de agosto de 1554). Tras esta batalla fue enviado por Cosme I para anunciar la victoria al emperador Carlos V que se encontraba en Alemania.
Formó parte de los conocidos como “uomini nuovi” grupo formado por Cosme I con objeto de revitalizar el aparato político y patriciado florentino. En este grupo se encuentran tanto italianos como Ugolino Grifoni de San Miniato o Bartolommeo Concino de Terranuova; como españoles como Baltasar Suárez de la Concha o Antonio Ramírez de Montalvo.
Era castellano de la fortaleza de Basso (o de San Giovanni), parte de las fortificaciones que rodean la ciudad de Florencia y situada al noroeste de la ciudad. Además fue general de la infantería toscana.
En 1576 sería nombrado caballero de la recién creada Orden de San Esteban, eximiéndole Cosme I de las pruebas de nobleza necesarias para el ingreso. También en ese año Ernando fundaría dentro de esta orden el priorato de Lucca.
Murió en 1587.
Tuvo un hijo Marzio, que heredó el priorato de Lucca en la Orden de San Esteban que ostentaba Ernando, aunque murió tan solo dos años después de su padre.

## En las artes
Es objeto de un retrato como comitente en la obra Pesar ante Cristo muerto, pintada por Santo di Tito. Se representa a Ernando, de rodillas, vestido con una rica armadura que muestra una cruz de la Orden de San Esteban. Además, el cuadro muestra una Piedad (la Virgen con Cristo muerto sobre sus rodillas), así como a San Juan Bautista y Santa Catalina.
La obra se pintó posiblemente para la capilla de la fortaleza de Basso, de la que Ernando era castellano.
Fue objeto de un soneto por Benedetto Varchi.

## Órdenes
- Orden de San Esteban (gran ducado de Toscana)
  - Caballero (26 de noviembre de 1576)
  - Prior de Lucca

### Individuales
1. ↑  Aglietti, Marcella (2021). «Espacios de poder y adaptación de la nobleza española en la Toscana de la Edad Moderna». La nobleza española y sus espacios de poder (1480-1715), 2021, ISBN 978-84-18316-45-6, págs. 187-202 (Sanz y Torres): 187-202. ISBN 978-84-18316-45-6. Consultado el 15 de febrero de 2024.
2. ↑  González Talavera, Blanca (2012). Presencia y mecenazgo español en la Florencia Medicea: de Cosme I a Fernando I (Tesis de doctor). Universidad de Granada. p. 237-246.
3. ↑  Dini de García, Encarnación; Dini, Emilio (1989). «La contribución de caballeros españoles en la Orden sagrada y militar de San Esteban». Els ordes eqüestres militars i marítims i les marines menors de la Mediterrània durant els segles XIII-XVII (Edicions Universitat Barcelona). ISBN 978-84-7528-719-5. Consultado el 15 de febrero de 2024.
4. ↑  Mellini, Domenico (1820). Ricordi intorno ai costvmi: azioni, e governo del sereniss. gran dvca Cosimo I. scritti da Domenico Mellini di commissione della serenissima Maria Cristina di Lorena, ora per la prima volta pvb. con illvstrazioni (en italiano). Stamperia Magheri. p. 4. Consultado el 15 de febrero de 2024.
5. ↑  Plaza, Carlos (2016). Españoles en la corte de los Medici: arquitectura y política en tiempos de Cosimo I. CEEH, Centro de Estudios Europa Hispánica. p. 101. ISBN 978-84-15245-56-8. Consultado el 15 de febrero de 2024.
6. ↑  Rassegna degli archivi di Stato (en italiano). 1952. Consultado el 15 de febrero de 2024.
7. ↑  La galeria dell'onore ove sono descritte le segnalate memorie del sagr'ordine militare di s. Stefano p. e m. e de' suoi cavalieri colle glorie antiche, e moderne dell'illustri loro patrie, e famiglie dentro, e fuori d'Italia ... Opera del cavaliere Giorgio Viviano Marchesi ... Parte prima [-seconda]: 2 (en italiano). 1735. p. 498. Consultado el 15 de febrero de 2024.
8. ↑  Opere di Benedetto Varchi (en italiano). dalla Sezione letterario-artistica del Lloyd austriaco. 1859. p. 911. Consultado el 15 de febrero de 2024.